# Quinhamel
Quinhamel è un settore della Guinea-Bissau, capoluogo della regione di Biombo.